# Othman Kaak
Othman Kaak (arabe : عثمان الكعّاك), né le 15 octobre 1903 à Gammarth et mort le 15 juillet 1976 à Annaba,, est un historien tunisien.

## Jeunesse
Il naît au sein d'une famille tunisoise descendante d'un immigré andalou, installé au XVIIe siècle en Tunisie, et essentiellement composée de propriétaires terriens au XIXe et au début du XXe siècle ; il a trois frères dont son frère aîné, le grand vizir Mustapha Kaak.
Othman Kaak commence ses études au kouttab (école coranique). il poursuit ses études à la Zitouna, jusqu'à l'obtention d'un diplôme en théologie, le tatwi. Il suit en parallèle des études au Collège Sadiki. En 1926, il part en France, où il obtient une licence ès lettres de la Sorbonne et fréquente les séminaires à l'École des langues orientales ainsi qu'au Collège de France. Il apprend plusieurs langues étrangères : le français, l'anglais, l'italien, l'espagnol et l'allemand et s'initie au persan, au berbère et au himyarite.

## Carrière
Il devient, en 1928, professeur d'histoire et de géographie à l'École supérieure de langue et littérature arabes. Il devient enseignant à l'École nationale d'administration à Tunis. Conférencier dans des cercles littéraires, il devient secrétaire général des programmes en langue arabe à la Radiodiffusion tunisienne de 1938 à 1943. Dans les années 1930, une association féminine, la Société des dames tunisiennes, siège durant l'été chez lui et sa femme. Devenu chef du département des livres arabes à la Bibliothèque publique de Tunis, Kaak devient conservateur général de l'établissement qui devient la Bibliothèque nationale de Tunisie à l'indépendance, et ce entre 1956 et 1965. Il assume ensuite la charge de conseiller auprès du ministre des Affaires culturelles de 1965 à 1967.
En tant qu'historien, Othman Kaak étudie l'histoire tunisienne, en publiant notamment La société tunisienne à l'époque aghlabide, et l'histoire algérienne, en publiant L'histoire générale de l'Algérie en 1925. Il analyse par ailleurs la poésie arabe et publie des études sur la conservation du patrimoine tunisien en langue arabe, notamment dans les revues Al Badr et Al Fajr.
Il a publié une quarantaine de livres, dont certains pas encore publiés, sur l'histoire, la littérature, le folklore et l'étude des langues.

## Principales publications
- (ar) تاريخ الجزائر العام [« Histoire générale de l'Algérie »],‎ 1926[5].
- (tr) Kuzey Afrika Türk İdare ve sanatı, Çankaya, Université Bilkent, 1959
- (ar) أغاني أحمد خير الدين [« Chansons d'Ahmed Kheireddine »], Tunis, Maison tunisienne d'édition,‎ 1968
- (ar) التقاليد و العادات التونسية, Tunis, Maison tunisienne d'édition,‎ 1972[5].
- (ar) العلاقة بين تونس و إيران [« La relation entre la Tunisie et l'Iran »], Tunis, Maison tunisienne d'édition,‎ 1972[5].